# Cianopramin
Cianopramin (INN) ist eine organische chemische Verbindung aus der Gruppe der Azepine. Sie wird als Arzneistoff der Gruppe der trizyklischen Antidepressiva verwendet.
Cianopramin ist mit Imipramin verwandt und wirkt wie dieses als Serotonin-Wiederaufnahmehemmer und als schwacher Antagonist am 5-HT-Rezeptor.
Im Gegensatz zu den Antidepressiva aus der Amitriptylin-Gruppe hat es eine weniger ausgeprägte anticholinerge Wirkung.